# Eucodonia
Eucodonia es un género con 4 especies de plantas herbáceas  perteneciente a la familia Gesneriaceae. Es originario de América.

## Descripción
Son  pequeñas plantas herbáceas, perennes, con hábitos terrestres o saxícolas , con rizomas escamosos . El tallo es suculento. Las hojas opuestas , verticiladas o pseudo- . El indumento del tallo y la parte inferior de las hojas densamente lanosos - vellosos . Las flores axilares, solitarias, oblicuamente campanuladas , con un largo pedicelo. el fruto es una cápsula bivalva .

## Distribución y hábitat
Se distribuyen por el centro y sur de México, donde  crecen en lugares  mojados o húmedos  y  sombreados en los bosques. 

## Etimología
El nombre del género deriva del griego εΰ ,  UE = bello, bueno , verdadero y κωδων ,  kōdōn = campana , refiriéndose a las abiertas flores campanuladas. 

## Especies seleccionadas
- Eucodonia andrieuxii
- Eucodonia ehrenbergii
- Eucodonia lilacinella
- Eucodonia verticillata